# Giovanni Grimani
Giovanni Grimani (Venezia, 8 luglio 1506 – Venezia, 3 ottobre 1593) è stato un patriarca cattolico italiano, patriarca di Aquileia una prima volta dal 1545 al 1550 e successivamente  dal 1585 fino al 1593.

## Biografia
Nipote del cardinale Domenico Grimani, nacque dalla nobile famiglia veneziana dei Grimani, quarto figlio di Girolamo Grimani e di Elena Priuli, fu fratello dei cardinale Marino e del patriarca Marco.
Fu vescovo di Ceneda dal 1540 al 1545, dopo esserne già stato amministratore apostolico dal 1520 al 1531.
Come patriarca di Aquileia indisse due sinodi diocesani nel 1565 e nel 1584.
Non ottenne la porpora cardinalizia perché sospettato di accogliere alcune teorie della Riforma luterana contrarie all'ortodossia cattolica. Da queste accuse Giovanni si difese di persona al Concilio di Trento nel 1563.
Uomo colto ed appassionato collezionista di arte classica, commissionò anche l'ampliamento del Palazzo Grimani di Santa Maria Formosa. In questo palazzo raccolse importanti opere e divenne promotore di uno sviluppo culturale in città. Nel 1587 donò la sua collezione di antichità (circa 200 pezzi, che si aggiungevano ai 16 donati dallo zio Domenico) alla Serenissima Repubblica. Sebbene seguì personalmente l'impresa dell'allestimento, morì prima di riuscirci, e sarà il procuratore Federico Contarini a continuarla (accrescendo inoltre le collezioni con opere proprie, donate in quell'occasione allo Stato) e nel 1596 si costituisce lo Statuario Pubblico, annesso alla Biblioteca Marciana. Di fatto la collezione di Giovanni Grimani formò il nucleo originario e sicuramente il più consistente dell'attuale Museo Archeologico Nazionale di Venezia.